# Bertil Albertsson

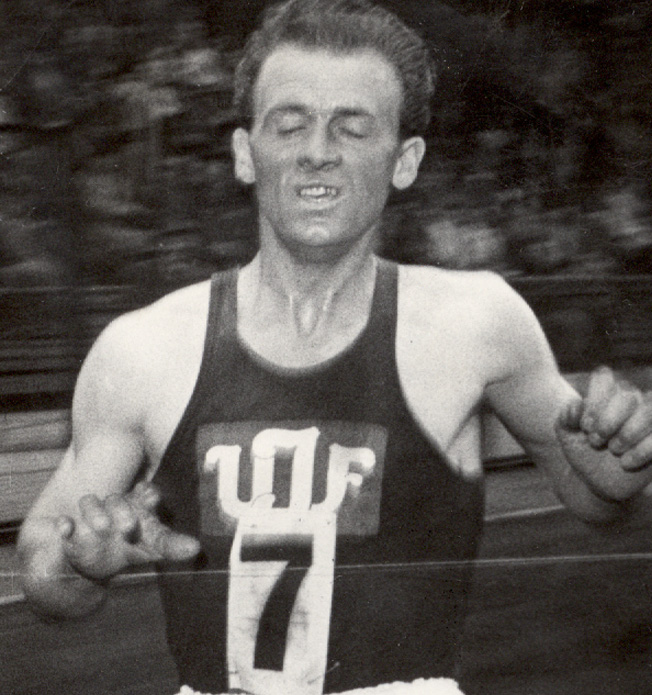
Bertil Albertsson etwa 1950

Bertil Albertsson (eigentlich Ebbe Gustav Bertil Andersson; * 1. September 1921 in Uppsala; † 3. März 2008 in Upplands Väsby) war ein schwedischer Langstreckenläufer, der 1948 die olympische Bronzemedaille im 10.000-Meter-Lauf gewann.
Albertsson gewann 1947 seinen ersten schwedischen Meistertitel im 5000-Meter-Lauf, bis 1954 folgte für den Athleten der Uppsala Idrottsförening jedes Jahr ein Meistertitel, entweder über 5000 oder über 10.000 Meter. Bei den Olympischen Spielen 1948 in London erreichten elf Läufer das Ziel über 10.000 m. Hinter dem überlegen siegenden Emil Zátopek kämpften alle anderen Läufer nur um die Plätze. Silber gewann Alain Mimoun, der sechs Sekunden Vorsprung auf Albertsson in 30:53,6 min hatte, fünf Sekunden dahinter erreichte der Norweger Martin Stokken als Vierter das Ziel. Am Tag nach dem Finale auf der langen Strecke versuchten sich einige Finalteilnehmer in der Qualifikation über 5000 m, aber lediglich Zátopek, Albertsson und Stokken konnten sich auch hier für das Finale qualifizieren. Zwei Tage später, am 2. August, fand dann das Finale über 5000 m statt, in dem Stokken aufgab. Es siegte Gaston Reiff vor Zátopek. In 14:39,0 min hatte Albertsson als Fünfter zwölf Sekunden Rückstand auf den drittplatzierten Willem Slijkhuis.
Zwei Jahre später bei den Leichtathletik-Europameisterschaften 1950 in Brüssel trat Albertsson zu beiden Endläufen in den Bahn-Langstrecken an, gab aber über 10.000 m auf. Über 5000 m wurde er abgeschlagen Zehnter. Bei den Olympischen Spielen 1952 in Helsinki trat Albertsson noch einmal in beiden Disziplinen an. In 30:34,6 min belegte er den zwölften Platz über 10.000 m, als Neunter über 5000 m benötigte er 14:27,8 min.
Fünfmal wurde er Schwedischer Meister über 5000 m (1947, 1949, 1951–1953) und dreimal über 10.000 m (1948, 1950, 1954).
Über 10.000 m stellte er am 26. September 1948 in Södertälje mit 30:05,2 min einen nationalen Rekord auf, den er am 14. Oktober 1951 auf 29:46,0 min verbesserte. Diese Marke wurde im Jahr darauf von Valter Nyström unterboten.
Albertsson war 1,77 m groß und wog in seiner aktiven Zeit 67 kg. 1946 hatte er sich von Bertil Andersson in Bertil Albertsson umbenannt, sein Vater hieß Albert Andersson.

## Persönliche Bestzeiten
- 5000 m: 14:15,0 min, 13. September 1952, Stockholm
- 10.000 m: 29:46,0 min, 14. Oktober 1951, Uppsala